# Université de technologie de Luleå
L'université de technologie de Luleå (Luleå tekniska universitet en suédois), avec ses 12 500 étudiants, est l'université la plus septentrionale de Suède. Elle possède des infrastructures dans plusieurs villes du comté de Norrbotten (région du Nord de la Suède), dont notamment Luleå, Boden, Piteå et Kiruna.

## Enseignements dispensés

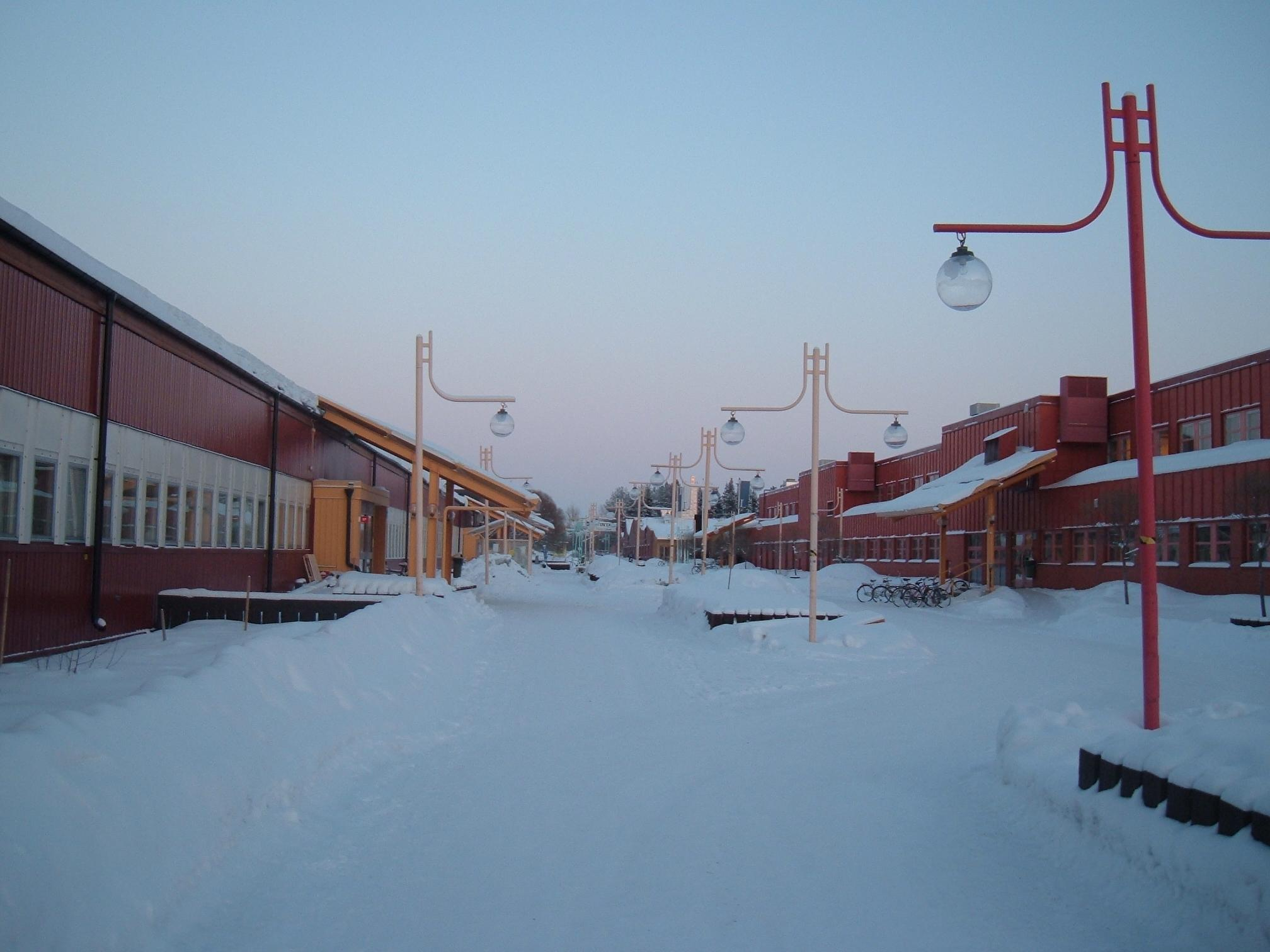
L'université de technologie de Luleå sous la neige (5 février 2006).

- Sciences de l'ingénieur
- Informatique
- Sciences du comportement
- Sciences naturelles
- Mathématiques
- Économie et commerce
- Art et lettres
- Sciences de la santé, nursing
- Droit
- École normale
- Médias
- Musique
- Théâtre
- Sciences sociales

### Relations internationales
L'université est membre de l’Université de l'Arctique. UArctic est un réseau international d’universités, d’instituts de recherche et d’organisations ayant pour but de promouvoir, coordonner et soutenir la recherche ainsi que l’éducation en régions arctiques.